# Adam White (Volleyballspieler)
Adam White (* 8. November 1989 in Everton Park) ist ein australischer Volleyballnationalspieler.

## Karriere
White begann seine Karriere im Alter von 16 Jahren, als er von einem Talentprogramm ausgesucht wurde. Er bekam ein Stipendium am Australian Institute of Sport in Canberra und war Kapitän der Jugendnationalmannschaft.
2008 gab er sein Debüt in der A-Nationalmannschaft. Im gleichen Jahr erhielt der Außenangreifer beim schwedischen Verein Linköpings Volleyboll Club seinen ersten Profivertrag. Ein Jahr später wechselte er zum niederländischen Erstligisten Orion Doetinchem. 2010 nahm er mit Australien an der WM teil. Mit Doetinchem gewann er 2012 die niederländische Meisterschaft. Danach spielte White mit der Nationalmannschaft bei den Olympischen Spielen in London, die für Australien nach der Vorrunde endeten. In der Saison 2012/13 erreichte er mit dem TV Bühl das Playoff-Halbfinale der deutschen Bundesliga. 2013 wurde er zu Australiens Volleyballer des Jahres gewählt. Von 2013 bis 2015 war er in der italienischen Liga bei Bluvolley Verona aktiv. 2014 in Polen spielte er seine zweite Weltmeisterschaft, bei der die Australier diesmal die zweite Runde erreichten. 2015 ging er zum französischen Erstligisten Tours Volley-Ball. Mit den Franzosen gewann er in der Saison 2016/17 den CEV-Pokal. Danach wurde White vom deutschen Meister Berlin Recycling Volleys verpflichtet. Mit dem Verein erreichte er in der Saison 2017/18 das Viertelfinale im DVV-Pokal und wurde deutscher Meister. In der folgenden Saison gelang neben dem Einzug ins Pokal-Halbfinale die Titelverteidigung in der Bundesliga. Anschließend wechselte er zurück zum niederländischen Meister Orion Doetinchem.